# Jardines de Marqueyssac
Los jardines de Marqueyssac se encuentran en la ciudad de Vézac, en el departamento francés de Dordogne, en la región de Nouvelle-Aquitaine. Están en la lista de jardines notables de Francia.
Diecinueve hectáreas forman un sitio clasificado por su «interés histórico y pintoresco» desde el decreto ministerial del 16 de diciembre de 1969.
Ubicado en un afloramiento rocoso a 130 metros sobre el río, el parque ofrece una vista del valle, los castillos y los pueblos vecinos, incluidos Beynac-et-Cazenac, Fayrac, Castelnaud, La Roque-Gageac y Domme.